# Lourival Assis
Lourival Rodrigues Assis Filho, mais conhecido como Lourival Assis, ou simplesmente Assis (Nova Viçosa, 3 de fevereiro de 1984), é um ex-futebolista brasileiro que atuava como meia. Atualmente é empresário e proprietário da Arena A10, que é uma escola de futebol, situada em Posto da Mata, Bahia.

## Carreira
Assis passou por Grêmio Barueri, Iraty, Sertãozinho aonde disputou o Campeonato Paulista de 2008 e São Caetano aonde disputou a Copa do Brasil de 2008.
Já no ano de 2009, transferiu-se para a Suécia para atuar no Kalmar FF, aonde disputou sete jogos pelo time no Campeonato Sueco. Após isso, voltou ao Brasil para defender o Avaí no Campeonato Brasileiro da Série A.
No final da temporada e do seu contrato com o time catarinense, Assis transferiu-se para o América de Natal. No ano de 2011, foi disputar o Campeonato Paulista pelo Botafogo-SP e, ao término do campeonato, retornou à Santa Catarina desta vez para defender a Chapecoense na Série C do Campeonato Brasileiro. Só que o jogador nem chegou a disputar a competição nacional, e já foi negociado com o Chernomorets Burgas da Bulgária.
Em agosto de 2012, Assis se juntou ao Gabala FC do Azerbaijão que atua na Liga Yuksak, com um contrato de três anos. Assis fez sua estreia em 4 de agosto de 2012 contra o Simurq PIK, entrando como substituto aos 60 minutos de jogo. Assis jogou um total de 31 jogos em todas as competições, marcando 6 gols e se tornando o artilheiro da temporada juntamente com Victor Mendy.
Assis chega como reforço para o Botafogo-PB para disputar a Série C de 2016.

## Títulos
Kalmar
- Supercopa da Suécia: 2009